# Julie Bonaparte als koningin van Spanje met haar dochters Zénaïde en Charlotte
Julie Bonaparte als koningin van Spanje met haar dochters Zénaïde en Charlotte (Engels: Julie Bonaparte as Queen of Spain with her Daughters, Zénaïde and Charlotte) is een van de vele portretten die François Gérard van de familie Bonaparte schilderde. Sinds 1972 is het eigendom van de National Gallery of Ireland in Dublin.

## Julie Bonaparte
Julie Clary kwam uit een welgestelde familie in Marseille. Haar vader vervaardigde en verhandelde zijde. Via haar jongere zus Désirée, die verloofd was met Napoleon Bonaparte, kwam zij in contact met diens broer Jozef, met wie zij op 1 augustus 1794 in het huwelijk zou treden. Het paar kreeg twee dochters: Zénaïde (1801) en Charlotte (1802). Enige jaren later benoemde Napoleon zijn broer tot koning van Napels (1806-08) en later van Spanje (1808-13). Het portret is korte tijd later geschilderd, toen Julie zich koningin van Spanje mocht noemen. Na de verloren slag bij Vitoria verliet zij Frankrijk met haar dochters en verbleef vervolgens langere tijd in Frankfurt, Brussel en Florence, waar zij in 1845 overleed.

## Voorstelling
Het portret van Julie Bonaparte en haar kinderen is een van de vijf schilderijen die Gérard schilderde voor de Salon de famille in het Kasteel van Saint-Cloud, waar Napoleon vaak resideerde. Julie draagt een wit satijnen jurk in empirestijl die op de zoom voorzien is van gouden bladeren. Dezelfde versiering keert terug op haar mantel van rood fluweel. Haar beide dochters dragen jurken van roze mousseline en voile. Het schilderij is waarschijnlijk gemaakt op het kasteel van Mortefontaine, tussen 1798 en 1814 residentie van Jozef Bonaparte.

## Herkomst
Zénaïde Bonaparte erfde het portret, dat vervolgens tot 1972 in familiebezit bleef. In dat jaar slaagde de National Gallery of Ireland erin het te verwerven. In de kastelen van Fontainebleau en Versailles bevinden zich kopieën van het werk.